# Reek of Putrefaction
| Đánh giá chuyên môn | Đánh giá chuyên môn |
| Nguồn đánh giá      | Nguồn đánh giá      |
| Nguồn               | Đánh giá            |
| ------------------- | ------------------- |
| Allmusic            | [ 1 ]               |

Reek of Putrefaction là album phòng thu đầu tay của ban nhạc extreme metal người Anh Carcass. Nó được phát hành qua hãng đĩa Earache Records vào tháng 7 năm 1988. Album này giúp Carcass trở thành một trong những nghệ sĩ tiên phong cho grindcore và khi được phát hành, Reek of Putrefaction đã đạt vị trí số 6 trên UK Indie Chart. John Peel của BBC Radio 1 phát biểu rằng đây là album mà ông thích nhất năm 1988, trong một bài phỏng vấn cho báo The Observer.

## Thu âm và phát hành
Reek of Putrefaction được thu âm trong bốn ngày tại Ritch Bitch Studios ở Birmingham. Theo tay guitar Bill Steer, kỹ thuật viên phòng thu đã "phá hủy" bản thu, đặc biệt là phần trống. Carcass chỉ có vài giờ được cho phép để phối khí cho album. Ban nhạc hoàn toàn không hài lòng với kết quả cuối cùng.
Reek of Putrefaction được phát hành chính thức năm 1988. Bìa đĩa gốc là ảnh cắt phép các bức hình tử thi. Reek of Putrefaction được tái phát hành năm 1994 với bìa đĩa "sạch". Năm 2002, album được tái bản với một bìa ngoài có dòng chữ "Original artwork contained inside" (bìa gốc nằm bên trong).
Năm 2008, album lại được tái phát hành như như một phần của loạt album tái bản nhân dịp Carcass tái hợp. Album chính, cùng demo Flesh Ripping Sonic Torment, là một mặt của dualdisc, còn mặt DVD là phần đầu của phim tài liệu The Pathologist's Report Part I: Incubation.

## Danh sách track
| STT | Nhan đề                              | Thời lượng |
| --- | ------------------------------------ | ---------- |
| 1.  | "Genital Grinder"                    | 1:32       |
| 2.  | "Regurgitation of Giblets"           | 1:24       |
| 3.  | "Maggot Colony"                      | 1:37       |
| 4.  | "Pyosisified (Rotten to the Gore)"   | 2:55       |
| 5.  | "Carbonized Eyesockets"              | 1:11       |
| 6.  | "Frenzied Detruncation"              | 0:59       |
| 7.  | "Vomited Anal Tract"                 | 1:45       |
| 8.  | "Festerday"                          | 0:22       |
| 9.  | "Fermenting Innards"                 | 2:35       |
| 10. | "Excreted Alive"                     | 1:21       |
| 11. | "Suppuration"                        | 2:19       |
| 12. | "Foeticide"                          | 2:46       |
| 13. | "Microwaved Uterogestation"          | 1:24       |
| 14. | "Feast on Dismembered Carnage"       | 1:27       |
| 15. | "Splattered Cavities"                | 1:54       |
| 16. | "Psychopathologist"                  | 1:18       |
| 17. | "Burnt to a Crisp"                   | 2:43       |
| 18. | "Pungent Excruciation"               | 2:31       |
| 19. | "Manifestation of Verrucose Urethra" | 1:02       |
| 20. | "Oxidized Razor Masticator"          | 3:13       |
| 21. | "Mucopurulence Excretor"             | 1:09       |
| 22. | "Malignant Defecation"               | 2:14       |

| Track kèm thêm trong lần tái bản 2008 (lấy từ demo Flesh Ripping Sonic Torment) | Track kèm thêm trong lần tái bản 2008 (lấy từ demo Flesh Ripping Sonic Torment) | Track kèm thêm trong lần tái bản 2008 (lấy từ demo Flesh Ripping Sonic Torment) |
| STT                                                                             | Nhan đề                                                                         | Thời lượng                                                                      |
| ------------------------------------------------------------------------------- | ------------------------------------------------------------------------------- | ------------------------------------------------------------------------------- |
| 23.                                                                             | "Genital Grinder (Intro)"                                                       | 0:50                                                                            |
| 24.                                                                             | "Regurgitation of Giblets"                                                      | 1:56                                                                            |
| 25.                                                                             | "Festerday"                                                                     | 0:19                                                                            |
| 26.                                                                             | "Limb from Limb"                                                                | 1:05                                                                            |
| 27.                                                                             | "Rotten to the Gore"                                                            | 2:54                                                                            |
| 28.                                                                             | "Excreted Alive"                                                                | 0:55                                                                            |
| 29.                                                                             | "Malignant Defecation"                                                          | 1:59                                                                            |
| 30.                                                                             | "Fermenting Innards"                                                            | 2:33                                                                            |
| 31.                                                                             | "Necro-Cannibal Bloodfeast"                                                     | 1:49                                                                            |
| 32.                                                                             | "Psychopathologist"                                                             | 1:29                                                                            |
| 33.                                                                             | "Die in Pain"                                                                   | 0:11                                                                            |
| 34.                                                                             | "Pungent Excruciation"                                                          | 3:04                                                                            |
| 35.                                                                             | "Face Meltaaargh"                                                               | 1:16                                                                            |

## Thành phần tham gia
- Jeff Walker – vocal, guitar bass
- Bill Steer – vocal, lead guitar
- Ken Owen – trống, vocal
- Sanjiv – vocal (track 23–35)

## Bảng xếp hạng
| Bảng xếp hạng (1988) | Vị trí cao nhất |
| -------------------- | --------------- |
| UK Indie Chart       | 6               |